# XenForo
XenForo je komerční software pro Internetové diskuzní fórum, naprogramovaný v PHP a využívající Zend Framework. Tento software vyvinuli bývalí vedoucí vývojáři softwaru vBulletin Kier Darby a Mike Sullivan. První veřejná beta verze XenForo byla vydána v říjnu 2010. Stabilní verze XenForo 1.0.0 byla vydána 8. března 2011. XenForo má několik vestavěných SEO funkcí. Jeho popularita podle zpětné vazby z různých komunitních fór a blogů neustále roste.
12. listopadu 2014 oficiálně vstoupil do vývojového týmu Chris Deeming. Jeho produkt Xen Media Gallery, nyní XenForo Media Gallery, byl zařazen do rodiny produktů XenForo.

## Rozvoj
Jeden z vývojářů XenForo, Kier Darby, byl hlavním vývojářem pro komunitní platformu vBulletin. Původní vlastník vBulletin, Jelsoft, byl získán americkou novou mediální společností Internet Brands v roce 2007. Mezi vývojáři a novým vedením došlo k neshodám a většina vývojářů vBulletinu opustila Internet Brands v roce 2009. Darby a další bývalí vývojáři vBulletinu začali pracovat na nové platformě XenForo.

## Historie verzí
| Legenda: | Stará verze | Stará verze, stále podporovaná | Aktuální verze | Budoucí verze |
| -------- | ----------- | ------------------------------ | -------------- | ------------- |

| Verze | Datum vydání       | Významné změny | Nejnovější verze | Nejnovější verze   |
| ----- | ------------------ | --- | ---------------- | ------------------ |
| 1.0   | 8. března 2011     | Počáteční vývojová verze | 1.0.4            | 12. července 2011  |
| 1.1   | 22. listopadu 2011 | Prefix témat, RTL, atd. | 1.1.5            | 21. května 2013    |
| 1.2   | 30. července 2013  | Systém úpravy šablon, filtry tras (změny tras), historie editace příspěvků a logování                                                                           | 1.2.9            | 27. července 2015  |
| 1.3   | 11. března 2014    | Vlastní BB značky, Google+/Twitter registrace, logování změn u uživatelů, vícenásobné citace atd.                                                               | 1.3.9            | 20. října 2015     |
| 1.4   | 9. září 2014       | Selektivní citace, generování XML mapy serveru, bany za odpovědi ve vláknech, vlastní stránky nápovědy, vylepšení anket, nové funkce profilových příspěvků atd. | 1.4.13           | 30. srpna 2016     |
| 1.5   | 18. srpna 2015     | Tagování vláken, ověření přihlašování ve dvou krocích, plovoucí oznámení, vylepšení přidávání profilových příspěvků atd.                                        | 1.5.16a          | 28. listopadu 2017 |
| 2.0   | 28. listopadu 2017 | Nové uživatelské rozhraní, podpora emoji, sekce "Co je nového?" atd.                                                                                            | 2.0.1            | 19. prosince 2017  |